# Wapelfeld
Wapelfeld er en kommune og en by i det nordlige Tyskland, beliggende i Amt Mittelholstein i den sydlige del af Kreis Rendsborg-Egernførde. Kreis Rendborg-Egernførde ligger i den centrale del af delstaten Slesvig-Holsten.

## Geografi
Kommunen Wapelfeld ligger ved Haaler Au, en lille flod, der sammen med Papenau afvander de højere liggende områder i Naturpark Aukrug. Bundesstraße 430 fra Neumünster til Bundesautobahn 23 fører forbi Wapelfeld. I den nærliggende by Hohenwestedt er der jernbaneforbindelse (strækningen Neumünster - Heide). Fra 1901 til 1957 var Wapelfeld station på Rendsburger Kreisbahn.